# Couepia recurva
Couepia recurva là một loài thực vật có hoa trong họ Cám. Loài này được Spruce ex Prance mô tả khoa học đầu tiên năm 1972.